# Juegos Olímpicos de Garmisch-Partenkirchen 1936
Los Juegos Olímpicos de Garmisch-Partenkirchen 1936, oficialmente conocidos como IV Juegos Olímpicos de Invierno, fue un evento multideportivo internacional celebrado en Garmisch-Partenkirchen, Baviera (Alemania). La otra candidata para estos juegos olímpicos fue la ciudad de Sankt-Moritz (Suiza) que ya había acogido los juegos en 1928. La ciudad alemana fue escogida ya que ese mismo año los Juegos Olímpicos de Verano tendrían lugar en Berlín. Participaron 646 atletas (566 hombres y 80 mujeres) de 28 países.

## Acontecimientos
- El Comité Olímpico Internacional prohíbe a los monitores de esquí participar en las competiciones de esquí alpino, una nueva categoría que acababa de ser acoplada al programa olímpico. Esta decisión provocó el desacuerdo de los esquiadores austriacos y suizos que boicotearon las pruebas.
- El equipo de hockey del Reino Unido, conformado por canadienses, se impone ante el equipo de Canadá en la final del torneo olímpico.
- Ivar Ballagrud (Noruega, patinaje de velocidad) gana medalla de oro en las competiciones de 500, 5.000 y 10.000 metros, así como una medalla de plata en la competición por los 1.500 metros.

## Deportes
| - Bobsleigh - Combinada nórdica - Esquí alpino - Esquí de fondo |  | - Hockey sobre hielo - Patinaje artístico - Patinaje de velocidad - Saltos de esquí |

## Países participantes
Alemania, Australia, Austria, Bélgica, Bulgaria, Canadá, Checoslovaquia, España, Estados Unidos, Estonia, Finlandia, Francia, Grecia, Hungría, Italia, Japón, Letonia, Liechtenstein, Luxemburgo, Noruega, Países Bajos, Polonia, Reino Unido, Rumania, Suecia, Suiza, Turquía y Yugoslavia.

## Medallero
| Núm. | País           | Oro | Plata | Bronce | Total |
| ---- | -------------- | --- | ----- | ------ | ----- |
| 1    | Noruega        | 7   | 5     | 3      | 15    |
| 2    | Alemania       | 3   | 3     | 0      | 6     |
| 3    | Suecia         | 2   | 2     | 3      | 7     |
| 4    | Finlandia      | 1   | 2     | 3      | 6     |
| 5    | Suiza          | 1   | 2     | 0      | 3     |
| 6    | Austria        | 1   | 1     | 2      | 4     |
| 7    | Reino Unido    | 1   | 1     | 1      | 3     |
| 8    | Estados Unidos | 1   | 0     | 3      | 4     |
| 9    | Canadá         | 0   | 1     | 0      | 1     |
| 10   | Francia        | 0   | 0     | 1      | 1     |